# Code de déontologie des activités privées de sécurité
 (août 2012).
En France, les activités de sécurité privée ont été soumises à un Code de déontologie créé par un décret du 10 juillet 2012. Ce décret a été abrogé par l'article 16 du décret n° 2014-1253 du 27 octobre 2014 relatif aux dispositions des livres III, VI et VII de la partie réglementaire du code de la sécurité intérieure.

## Le code de déontologie

### Article1er- Champ d’application
Le présent code de déontologie s’applique à toutes les personnes morales dont les activités sont régies par le livre VI du code de la sécurité intérieure ainsi qu’aux personnes physiques dont les activités sont régies par les mêmes dispositions, qu’elles agissent en qualité de dirigeants de société, y compris d’associés ou de gérants, de personnes exerçant à titre individuel ou libéral, de salariés et stagiaires d’une entreprise de sécurité ou de recherches privées ou appartenant au service interne d’une entreprise. Ces personnes sont qualifiées d’acteurs de la sécurité privée.

### Article 2  Sanctions
Tout manquement aux devoirs définis par le présent code de déontologie expose son auteur aux sanctions disciplinaires prévues à l’Article L. 634-4 du code de la sécurité intérieure, sans préjudice des mesures administratives et des sanctions pénales prévues par les lois et règlements.

### Article 3 - Diffusion
Le présent code est affiché de façon visible dans toute entreprise de sécurité privée. Un exemplaire est remis par son employeur à tout salarié, à son embauche, même pour une mission ponctuelle. Il est signalé en référence dans le contrat de travail signé par les parties.
Le présent code est enseigné dans le cadre des formations initiales et continues relatives aux métiers de la sécurité privée.
Il peut être visé dans les contrats avec les clients et les mandants.

### CHAPITREIer- Devoirs communs à tous les acteurs de la sécurité privée

#### Article 4 - Respect des lois
Dans le cadre de leurs fonctions, les acteurs de la sécurité privée respectent strictement la Déclaration des droits de l’homme et du citoyen, la Constitution et les principes constitutionnels, l’ensemble des lois et règlements en vigueur, notamment le code de la route et la législation professionnelle et sociale qui leur est applicable.

#### Article 5 - Dignité
Les acteurs de la sécurité privée s’interdisent, même en dehors de l’exercice de leur profession, tout acte, manœuvre ou comportement de nature à déconsidérer celle-ci.

#### Article 6 - Sobriété
Dans le cadre professionnel, les acteurs de la sécurité privée doivent être dans un parfait état de sobriété. Ils ne détiennent et consomment ni boissons alcoolisées ni substances prohibées par la loi ou les règlements sur les lieux de l’exercice de leur mission.

#### Article 7 - Attitude professionnelle
En toute circonstance, les acteurs de la sécurité privée s’interdisent d’agir contrairement à la probité, à l’honneur et à la dignité. Ils font preuve de discernement et d’humanité. Ils agissent avec professionnalisme et veillent à acquérir et maintenir leurs compétences par toute formation requise.

#### Article 8 - Respect et loyauté
Les acteurs de la sécurité privée font preuve entre eux de respect et de loyauté. Dans cet esprit, ils recherchent le règlement amiable de tout litige.
Ils s’interdisent toute concurrence déloyale et toute entreprise de dénigrement tendant à nuire à un confrère ou à le supplanter dans une mission qui lui a été confiée. Ce principe ne s’oppose pas à la révélation aux services publics compétents de toute infraction à la réglementation ou de tout manquement déontologique.

#### Article 9 - Confidentialité
Sous réserve des cas prévus ou autorisés par la loi, les acteurs de la sécurité privée respectent une stricte confidentialité des informations, procédures techniques et usages dont ils ont connaissance dans le cadre de leur activité.
Ils s’interdisent de faire tout usage de documents ou d’informations à caractère interne dont ils ont eu connaissance, dans l’exercice de leurs fonctions, chez un ancien employeur ou maître de stage, sauf accord préalable exprès de ce dernier.

#### Article 10 - Interdiction de toute violence
Sauf dans le cas de légitime défense prévu aux articles 122-5 et 122-6 du code pénal, les acteurs de la sécurité privée ne doivent jamais user de violences, même légères.
Lorsqu’un acteur de la sécurité privée, dans l’exercice de ses fonctions, ne peut résoudre un différend de manière amiable avec un tiers qui ne veut pas se soumettre aux vérifications et contrôles légalement effectués, il doit faire appel aux forces de police ou de gendarmerie territorialement compétentes. Un acteur de la sécurité privée qui appréhende l’auteur d’un crime ou d’un délit flagrant puni d’une peine d’emprisonnement en application de l’Article 73 du code de procédure pénale ne peut retenir la personne mise en cause sans en aviser sans délai les services de police ou de gendarmerie territorialement compétents. Avant la présentation aux services de police ou de gendarmerie, la personne interpellée reste sous la surveillance et la protection de celui qui l’a interpellée. Elle ne doit alors subir aucune violence ni humiliation ou traitement contraire à la dignité humaine. Si l’état de la personne interpellée nécessite des soins, les acteurs de la sécurité privée doivent immédiatement faire appel aux services médicaux compétents.
Sans préjudice des dispositions relatives à l’armement et lorsqu’ils exercent leurs fonctions au contact du public, les agents de sécurité privée ne doivent porter aucun objet, y compris aucun bijou, susceptible de provoquer des blessures à un tiers.

#### Article 11 - Armement
À l’exception de ceux dont la loi dispose qu’ils peuvent être armés, les acteurs de la sécurité privée ne peuvent acquérir, détenir, transporter ni porter une arme dans l’exercice de leur mission et s’interdisent, dans leur communication vis-à-vis de tout client potentiel, de laisser supposer qu’ils seraient dotés d’armes, de quelque catégorie qu’elles soient, lors de l’exécution des prestations.

#### Article 12 - Interdiction de se prévaloir de l’autorité publique
Les acteurs de la sécurité privée doivent éviter par leur comportement et leur mode de communication toute confusion avec un service public, notamment un service de police.
Est interdite l’utilisation de logotypes ou signes reprenant des caractéristiques et couleurs assimilables à celles identifiant les documents émis par les administrations publiques ainsi que de tout élément pouvant susciter ou entretenir une quelconque confusion avec un service dépositaire de l’autorité publique.
Les acteurs de la sécurité privée ne peuvent, dans leur communication vis-à-vis du public, se prévaloir d’un lien passé ou présent avec un service dépositaire de l’autorité publique. A l’égard des tiers, ils ne peuvent faire état de missions ou de délégations des administrations publiques qui ne leur auraient pas été confiées par celles-ci.
Ils s’interdisent tout équipement, notamment les avertisseurs sonores et lumineux des véhicules, susceptibles de créer une telle confusion.

#### Article 13 - Relations avec les autorités publiques
Les acteurs de la sécurité privée entretiennent des relations loyales et transparentes avec les administrations publiques.
Leurs déclarations auprès de celles-ci sont sincères. Ils répondent avec diligence à toutes les demandes des administrations publiques.
Ils défèrent aux convocations des autorités judiciaires, services de police ou de gendarmerie.

#### Article 14 - Respect des contrôles
Les acteurs de la sécurité privée collaborent loyalement et spontanément à leur contrôle par les administrations, autorités et organismes habilités. Ils permettent, dans le respect des dispositions légales et réglementaires relatives à la protection de la vie privée et des secrets qu’elles protègent, la consultation, immédiate ou dans les plus brefs délais, de toute pièce réclamée, en version originale. Ils facilitent la copie de ces pièces par les agents de contrôle.

### CHAPITRE II - Devoirs des entreprises et de leurs dirigeants

#### Article 15 - Vérification de la capacité d’exercer
Les entreprises et leurs dirigeants s’interdisent d’employer ou de commander, même pour une courte durée, du personnel de sécurité et de recherches ne satisfaisant pas aux conditions de qualification professionnelle ou ne possédant pas les autorisations valides requises pour exercer leurs missions. Ils s’assurent de l’adéquation des compétences aux missions confiées.

#### Article 16 - Consignes et contrôles
Les dirigeants s’interdisent de donner à leurs salariés, directement ou par l’intermédiaire de leurs cadres, des ordres qui les conduiraient à ne pas respecter le présent code de déontologie. Ils veillent à la formulation d’ordres et de consignes clairs et précis afin d’assurer la bonne exécution des missions.
Les instructions générales, circulaires et consignes générales de la sécurité privée et celles relatives aux fonctions assurées, que les salariés doivent mettre en œuvre dans l’exercice de leurs fonctions, sont regroupées dans un mémento, rédigé en langue française, dans un style facilement compréhensible. Le salarié doit en prendre connaissance à chaque modification et en justifier par émargement. Le mémento doit être mis à la disposition des agents dans les locaux professionnels. Il ne peut être consulté que par du personnel impliqués dans la conception et la réalisation des missions ainsi que, sans délai, par les agents de contrôle du Conseil national des activités privées de sécurité. Ce mémento ne comporte aucune mention spécifique à un client ou une mission.
Les dirigeants s’assurent de la bonne exécution des missions, notamment au moyen de contrôles réguliers sur place. Dans ce cadre, les dirigeants mettent en place et tiennent à jour un registre des contrôles internes.

#### Article 17 - Moyens matériels
Les entreprises et leurs dirigeants s’assurent de la mise à disposition de leurs agents des moyens matériels destinés à garantir leur sécurité et à accomplir leurs missions, notamment ceux prévus par la réglementation. Ils s’assurent du bon état de fonctionnement de ces matériels, qui doivent faire l’objet des vérifications et des opérations de maintenance nécessaires, conformément aux règlements et aux prescriptions des fabricants. À cet effet, des cahiers de consignes d’usage et de tenue du matériel des entreprises de sécurité sont tenus à jour. Le défaut de maintenance d’un matériel mis à disposition par un donneur d’ordre doit lui être signalé sans délai.

#### Article 18 - Honnêteté des démarches commerciales
Les entreprises et leurs dirigeants s’interdisent toute prospection de clientèle à l’aide de procédés ou de moyens allant à l’encontre de la dignité de la profession et susceptibles de porter atteinte à son image. Ils s’interdisent de faire naître toute ambiguïté sur la nature des activités proposées, notamment au regard du principe d’exclusivité défini à l’Article L. 612-2 du code de la sécurité intérieure qui interdit aux acteurs de la sécurité privée toute activité non connexe à la mission de sécurité privée ainsi que le cumul de certaines activités privées de sécurité.
Ils informent, préalablement à la signature de tout contrat de prestation ou de mandat, leurs donneurs d’ordre, clients ou mandants de l’impossibilité légale d’utiliser les agents affectés à l’exécution de ladite prestation pour effectuer, même partiellement, d’autres tâches que celles prévues par le contrat.

#### Article 19 - Transparence sur la réalité de l’activité antérieure
Une entreprise ou un dirigeant ne peut se prévaloir, dans sa communication envers tout client potentiel, de la réalisation d’une prestation pour laquelle il a été fait appel à des entreprises sous-traitantes, ni de la réalisation d’une prestation pour laquelle il a agi en tant que sous-traitant, sans en faire explicitement mention.

#### Article 20 - Obligation de conseil
Les entreprises et leurs dirigeants s’obligent à informer et conseiller sérieusement et loyalement le client ou mandant potentiel. Ils s’interdisent de lui proposer une offre de prestation disproportionnée au regard de ses besoins.
Ils lui fournissent les explications nécessaires à la compréhension et à l’appréciation des prestations envisagées ou en cours d’exécution.

#### Article 21 - Refus de prestations illégales
Les entreprises et leurs dirigeants s’interdisent de proposer une prestation contraire au présent code de déontologie, même en réponse à un appel d’offres, à un concours ou à une consultation comportant un cahier des charges dont des clauses y seraient contraires. Ils s’interdisent d’accepter et d’entretenir des relations commerciales, durables ou successives, fondées sur des prix de prestations anormalement bas ne permettant pas de répondre aux obligations légales, notamment sociales.

#### Article 22 - Capacité à assurer la prestation
Les entreprises et leurs dirigeants ne concluent un contrat de prestation ou n’acceptent un mandat qu’à condition de savoir satisfaire aux obligations légales propres à l’exercice des métiers concernés, dès le commencement d’exécution.
Lorsqu’ils ne répondent plus aux conditions légales pour exercer leur activité de sécurité privée, notamment en cas de suspension ou de retrait des autorisations et agréments afférents, ils doivent sans délai en informer leurs clients ou mandants.
Ils souscrivent des assurances garantissant leurs responsabilités sur la base d’une juste appréciation de l’ensemble des risques.
Ils s’interdisent de donner à leurs clients potentiels toute indication erronée quant à leurs capacités et aux moyens tant humains que matériels dont ils disposent.
Ils s’engagent à adapter le nombre et l’étendue des missions qu’ils acceptent à leurs aptitudes, à leurs savoir- faire, à leurs possibilités propres d’intervention, aux moyens qu’ils peuvent mettre en œuvre directement ou indirectement ainsi qu’aux exigences particulières qu’impliquent l’importance et les lieux d’exécution de ces missions.

#### Article 23 - Transparence sur la sous-traitance
Les entreprises et leurs dirigeants proposent, dans leurs contrats avec les clients ainsi que dans les contrats signés entre eux, une clause de transparence, stipulant si le recours à un ou plusieurs sous-traitants ou collaborateurs libéraux est envisagé ou non. Si le recours à la sous-traitance ou à la collaboration libérale est envisagé dès la signature du contrat, ils informent leurs clients de leurs droits à connaître le contenu des contrats de sous-traitance ou de collaboration libérale projetés. À cette fin, la clause de transparence rappelle, en les reproduisant intégralement, les dispositions des articles 1er, 2, 3 et 5 de la loi no 75-1334 du 31 décembre 1975 relative à la sous-traitance. S’il n’est pas prévu à la signature du contrat, le recours à la sous-traitance ou à la collaboration libérale ne peut intervenir qu’après information écrite du client. Lors de la conclusion d’un contrat de sous-traitance ou de collaboration libérale, les entreprises de sécurité privée doivent s’assurer du respect, par leurs sous-traitants ou collaborateurs libéraux, des règles sociales, fiscales et relatives à l’interdiction du travail illégal, dans le cadre de ce contrat. Tout contrat de sous-traitance ou de collaboration libérale ne peut intervenir qu’après vérification par l’entreprise de sécurité privée donneuse d’ordre de la validité de l’autorisation de l’entreprise sous-traitante, des agréments de ses dirigeants et associés et des cartes professionnelles de ses salariés qui seront amenés à exécuter les prestations dans le cadre de ce contrat.

#### Article 24 - Précision des contrats
Les dirigeants de la sécurité privée veillent à ce que les contrats passés avec leurs clients définissent précisément les conditions et moyens d’exécution de la prestation.

### CHAPITRE III - Devoirs des salariés

#### Article 25 - Présentation de la carte professionnelle
Les salariés doivent être en mesure de présenter leur carte professionnelle à toute demande des clients, des mandants ou des autorités et organismes habilités. Ils justifient de leur identité auprès des autorités qui ont à en connaître, immédiatement ou, en cas d’impossibilité, dans les plus brefs délais.

#### Article 26 - Information de l’employeur
Les salariés ont l’obligation d’informer sans délai leur employeur des modifications, suspension ou retrait de leur carte professionnelle, d’une condamnation pénale devenue définitive, de la modification de leur situation au regard des dispositions législatives et réglementaires qui régissent le travail des ressortissants étrangers, ou d’une suspension ou d’un retrait de leur permis de conduire lorsqu’il est nécessaire à l’exercice de leurs missions.
Lorsqu’ils en ont connaissance, ils doivent informer leur employeur de toute anomalie, dysfonctionnement ou dépassement de la date de validité de tout équipement ou dispositif mis à leur disposition pour l’exercice de leur mission.

#### Article 27 - Respect du public
Les salariés se comportent, en toutes circonstances, de manière respectueuse et digne à l’égard du public. Ils agissent avec tact, diplomatie et courtoisie. Dans l’exercice de leurs fonctions, ils s’interdisent envers autrui toute familiarité et toute discrimination, c’est-à-dire toute distinction fondée notamment sur l’origine, le sexe, la situation de famille, la grossesse, l’apparence physique, le patronyme, l’état de santé, le handicap, les caractéristiques génétiques, les mœurs, l’orientation sexuelle, l’âge, les opinions politiques ou syndicales, l’appartenance ou la non-appartenance, vraie ou supposée, à une ethnie, une nation, une race ou une religion déterminée.
Le salarié au contact du public doit veiller à la correction de sa tenue et au port des signes distinctifs et des équipements prévus par les lois et règlements, quelles que soient les circonstances.

### CHAPITRE IV - Devoirs spécifiques à certaines activités

#### Section 1 - Profession libérale de recherches privées

##### Article 28 - Respect des intérêts fondamentaux de la nation et du secret des affaires
Les personnes physiques ou morales exerçant des activités de recherches privées s'assurent que leurs investigations ne sont pas susceptibles de contrevenir aux dispositions législatives et réglementaires protégeant les intérêts fondamentaux de la nation ou le secret des affaires, notamment en matières scientifique, industrielle, commerciale, économique, financière ou concernant la défense nationale. Dans le cas contraire, ils s'interdisent de les engager ou de les poursuivre, directement ou indirectement, et en informent leur client ou mandant.

##### Article 29 - Prévention du conflit d'intérêts
Les personnes physiques ou morales exerçant des activités de recherches privées ne peuvent être le prestataire de plus d'un client ou mandant dans une même affaire s'il y a conflit ou risque sérieux de conflit entre les intérêts de ses clients ou mandants.
Elles s'interdisent de s'occuper des affaires de tous les clients ou mandants concernés lorsque surgit un conflit d'intérêts, lorsque le secret professionnel risque d'être violé ou lorsque leur indépendance risque de ne plus être entière.
Elles ne peuvent accepter une mission confiée par un nouveau client ou mandant si le secret des informations données par un ancien client ou mandant risque d'être violé ou lorsque la connaissance des affaires de ce dernier favoriserait le nouveau client ou mandant.
Lorsque des agents de recherches privées exerçant à titre individuel sont membres d'un groupement d'exercice ou mettent en commun des moyens, les dispositions des trois alinéas précédents sont applicables à ce groupement dans son ensemble et à tous ses membres.

##### Article 30 - Contrat
Les personnes physiques ou morales exerçant des activités de recherches privées veillent à ce que les contrats d'entreprise ou mandats écrits définissent la mission dévolue et le cadre juridique dans lequel elle s'inscrit. Si les circonstances l'exigent, elles veillent à obtenir du client ou du mandant une extension de leur mission. À défaut de convention entre le prestataire de recherches privées et le client ou mandant, les honoraires ou prix de prestations sont fixés selon les usages, en fonction de la difficulté de la mission, des frais exposés et des diligences effectuées. Les personnes physiques ou morales exerçant des activités de recherches privées informent leur client ou mandant, dès leur saisine, puis de manière régulière, des modalités de détermination des honoraires et des prix et de l'évolution prévisible de leur montant. Le cas échéant, ces informations figurent dans la convention d'honoraires. Des honoraires ou un prix forfaitaires peuvent être convenus. La provision à valoir sur les frais et honoraires ne peut aller au-delà d'une estimation raisonnable des honoraires et des débours probables entraînés par la mission.
Les personnes physiques ou morales exerçant des activités de recherches privées veillent à ce que les contrats distinguent les missions qui relèvent de l'obligation de résultat de celles qui relèvent de l'obligation de moyens. Elles doivent rendre compte de l'exécution de leurs missions à la demande de leurs clients ou mandants et leur fournir la copie des documents, comptes rendus ou rapports y afférents quel que soit le résultat de leur mission.
Les personnes physiques ou morales exerçant des activités de recherches privées conduisent leur mission jusqu'à son terme, sauf si leur client ou mandant les en décharge. Au cas où elles décident de ne pas poursuivre la mission, le client ou mandant en est informé en temps utile de sorte que ses intérêts soient sauvegardés.

##### Article 31 - Justifications des rémunérations
Les personnes physiques ou morales exerçant des activités de recherches privées détiennent, à tout moment, pour chaque mission, un état précis et distinct des honoraires, de toute somme reçue et de l'affectation qui leur a été donnée, sauf en cas de forfait global.
Avant tout règlement définitif, elles remettent à leur client ou mandant un compte détaillé. Ce compte fait ressortir distinctement les frais et débours, les émoluments tarifés et les honoraires. Il porte mention des sommes précédemment reçues à titre de provision ou à tout autre titre. 

#### Section 2 - Activité cynophile

##### Article 32 - Respect de l’animal
L’agent cynophile s’interdit tout mauvais traitement de son animal et veille à ce que celui-ci se trouve, en toutes circonstances, dans un état de soin et de propreté correct.

### Sources
- (fr) Décret n° 2012-870 du 10 juillet 2012 avec son annexe relative au code de déontologie des personnes physiques ou morales exerçant des activités privées de sécurité (www.legifrance.gouv.fr) et publié au Journal officiel le 11 juillet 2012. NOR : INTD1205775D.